# Vodní mlýn Psinice
Vodní mlýn, který se nachází v Psinicích u Libáně v okrese Jičín v Královéhradeckém kraji, pochází z počátku 19. století. Jádrem areálu je roubená budova mlýna číslo popisné 48. V budově se dochovalo původní technologické vybavení. Součástí kulturní památky je i torzo vodního náhonu a bývalých sádek. Mlýn představuje významný autenticky dochovaný doklad technické vyspělosti českého venkova. Areál mlýna je od roku 2005 chráněn jako kulturní památka pod číslem 101627. 

## Historie
Nejstarším písemným dokladem o mlýnu v Psinicích je kupní smlouva z roku 1804. Mlýn přestal být využíván ve 30. letech 20. století. Současný majitel provádí opravy mlýna i s původními technologiemi. V budoucnu by měl mlýn sloužit k původním účelům, a zároveň by měl být i turisticky zpřístupněn.

## Galerie

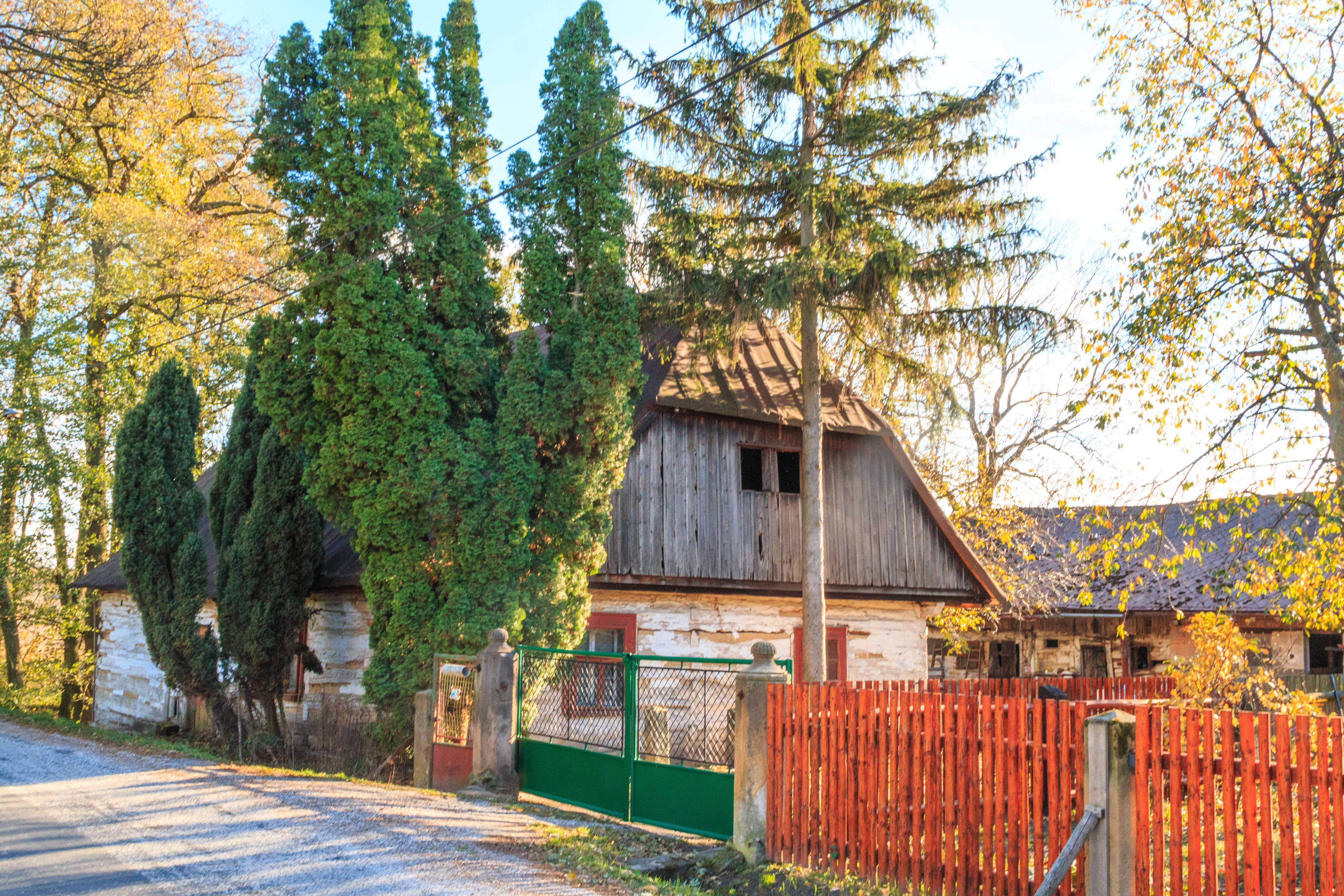
Vodní mlýn v Psinicích
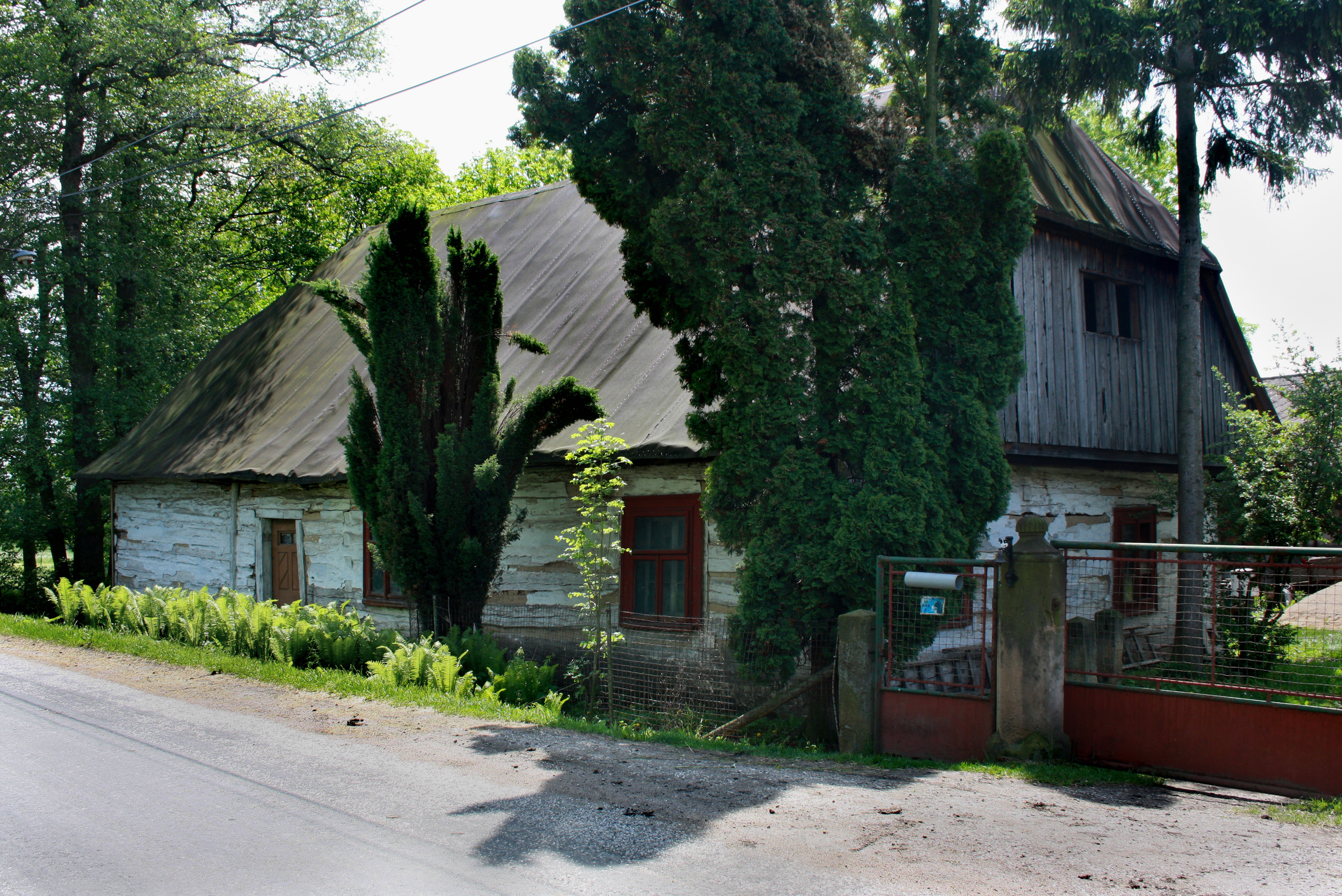
Vodní mlýn v Psinicích